# (37374) 2001 VA37
2001 VA37 (asteroide 37374) é um asteroide da cintura principal. Possui uma excentricidade de 0.18544770 e uma inclinação de 3.32291º.
Este asteroide foi descoberto no dia 9 de novembro de 2001 por LINEAR em Socorro.